# Askale Tafa
Askale Tafa Magarsa (27 september 1984) is een Ethiopische langeafstandsloopster, die zich in de marathon heeft gespecialiseerd.

## Loopbaan
In 2005 werd Tafa derde op de marathon van Rome. In 2006 won ze de marathon van Milaan en werd ze tweede op de 25 km van Berlijn in 1:28.13. Het jaar erop won ze de marathon van Dubai en werd ze eerste op de marathon van Parijs in 2:25.07. Op de wereldkampioenschappen van 2007 in Osaka behaalde ze op de marathon een 22e plaats.
Het jaar 2008 begon met een derde plaats in de marathon van Dubai in een persoonlijk record van 2:23.23. Ze eindigde hiermee 41 seconden achter de winnares. Op de Boston Marathon werd ze vijfde.
Askale Tafa traint in Europa met andere leden van de Rosa Associ management group. Haar man Tola Debele Gudeta is eveneens langeafstandsloper met een PR van 2:23 op de marathon en 1:03 op de 20 km.

## Persoonlijke records
| Onderdeel      | Prestatie | Datum             | Plaats  |
| -------------- | --------- | ----------------- | ------- |
| 10 km          | 32.49     | 28 september 2008 | Berlijn |
| 15 km          | 49.18     | 28 september 2008 | Berlijn |
| 20 km          | 1:05.56   | 28 september 2008 | Berlijn |
| halve marathon | 1:09.37   | 28 september 2008 | Berlijn |
| 25 km          | 1:22.50   | 28 september 2008 | Berlijn |
| 30 km          | 1:39.36   | 28 september 2008 | Berlijn |
| marathon       | 2:21.31   | 28 september 2008 | Berlijn |

## Palmares

### halve marathon
- 2006: 12e halve marathon van Virginia Beach - 1:15.55
- 2008: 10e halve marathon van Lissabon - 1:11.48
- 2010:  halve marathon van Lissabon - 1:10.46
- 2010: 13e halve marathon van New Delhi - 1:13.41
- 2015:  halve marathon van Tripoli - 1:14.28
- 2015: 9e halve marathon van Göteborg - 1:15.52

### 25 km
- 2006:  25 km van Berlijn - 1:28.13

### marathon
- 2005:  marathon van Rome - 2:32.34
- 2005:  marathon van Berlijn - 2:28.27
- 2006:  marathon van Tempe - 2:31.46
- 2006: 4e marathon van San Diego - 2:29.47
- 2006:  marathon van Milaan - 2:27.57
- 2006: 9e marathon van Frankfurt - 2:43.20
- 2007:  marathon van Dubai - 2:27.19
- 2007:  marathon van Parijs - 2:25.07
- 2007: 22e WK in Osaka - 2:38.01
- 2008:  marathon van Dubai - 2:23.23
- 2008: 5e Boston marathon - 2:29.48
- 2008:  marathon van Berlijn - 2:21.31
- 2010: 6e marathon van Dubai - 2:27.29
- 2010:  marathon van Londen - 2:24.39
- 2010: 10e Chicago Marathon - 2:32.24
- 2011: 9e marathon van Londen - 2:25.24
- 2011: 7e Chicago Marathon - 2:33.35
- 2012:  marathon van Seoel - 2:25.29
- 2012: 4e marathon van Lanzhou - 2:41.34
- 2014: 6e marathon van Warsaw - 2:39.09
- 2015: 17e marathon van Dubai - 2:29.37
- 2015: 10e marathon van Saitama - 2:46.40
- 2016: 6e marathon van Lodz - 2:46.04